# Jeannine Riley
Pour les articles homonymes, voir Riley.
Jeannine Riley est une actrice américaine née le 1er octobre 1940 à Madera, Californie (États-Unis).

## Filmographie
- 1962 : Five Finger Exercise de Daniel Mann : Girl
- 1963 : Strike Me Deadly
- 1967 : Jerry la grande gueule (The Big Mouth) : Bambi Berman
- 1967 : Li'l Abner (TV) : Daisy Mae
- 1967 : Sheriff Who (TV) : Betsy
- 1967 : Les Mystères de l'Ouest (The Wild Wild West), (série TV) - Saison 3 épisode 16, La Nuit de la Flèche (The Night of the Arrow), de Alex Nicol : Aimee Baldwin
- 1968 : Fever Heat : Sandy Richards
- 1969 : The Comic : Lorraine
- 1972 : Of Thee I Sing (TV)
- 1973 : Electra Glide in Blue : Jolene, Harve's Girlfriend
- 1973 : Échec à l'organisation (The Outfit) : Prostitute
- 1976 : The Wackiest Wagon Train in the West : Lulu McQueen
- 1979 : Like Normal People (TV) : Donna
- 1991 : Timebomb : Landlady